# Demòstenes (historiador)
Demòstenes (en llatí Demosthenes, en grec antic Δημοσθένης) va ser un historiador grec, nascut a Bitínia, que va escriure una història de la seva terra natal.
Esteve de Bizanci en menciona el llibre desè (s. vv. Κοσσός, Μαυσωωλοί; comp. s. vv. Τάρας, Ταρσός, Τευμησσός, Ἀλεξανδρεία, Ἀρτάκη; Etym. Mag. s. v. Ἠραία). També va escriure un llibre sobre fundació de ciutats (κτίσεις) igualment esmentat per Esteve. Euforió de Calcis va escriure un poema contra aquest historiador sota el títol de Δημοσθένης, del que se'n conserva un fragment.